# Cristani von Rall (Adelsgeschlecht)

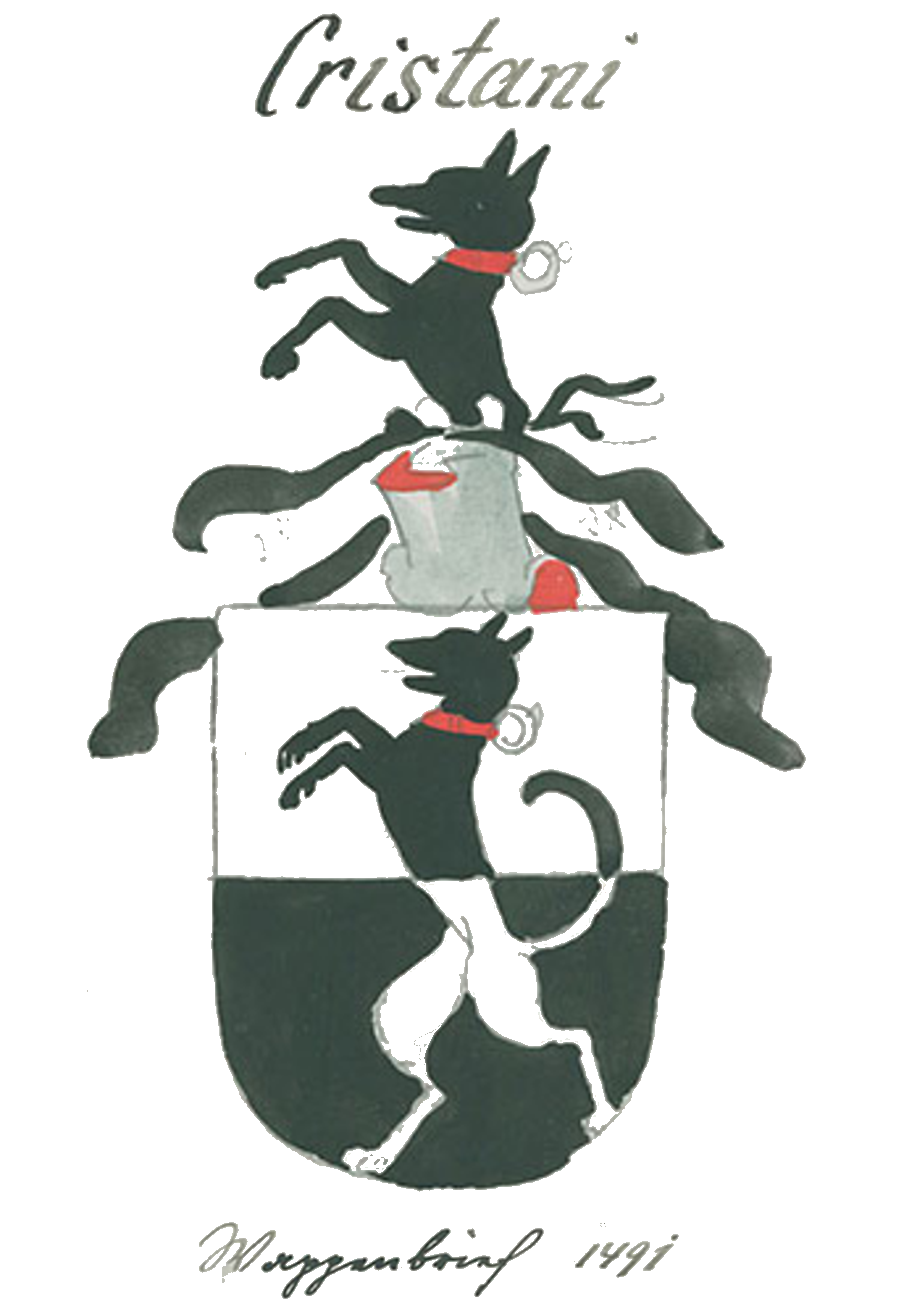
Stammwappen der Cristani zu Rall, gemäß Wappenbrief von 1491

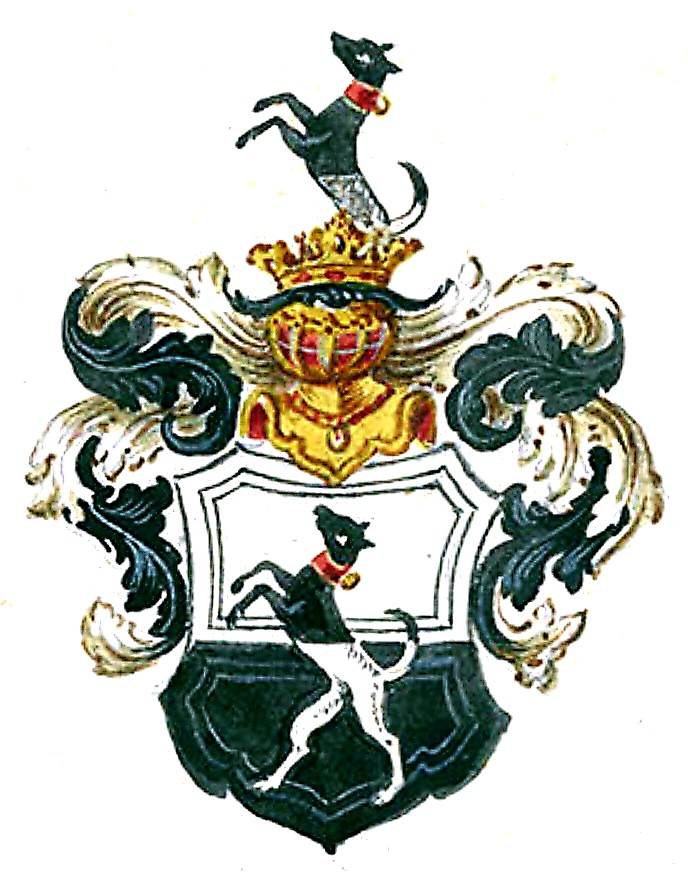
Stammwappen der Cristani von Rallo. Gemäß Tyroffs adelichen Wappen Werke zu Nürenberg

Cristan(i) von Rall zu Hernau (italienisch Cristani di Rallo) ist der Name eines ursprünglich aus Rallo im Nonstal stammenden Adelsgeschlechts, das dem Patriziat von Trient angehörte und sich später über Tirol nach Salzburg und Bayern ausbreitete. 1857 ist das Geschlecht im Mannesstamm erloschen. Möglicherweise war die Familie stamm-, jedoch nicht wappenverwandt mit den Quarient von Rall. 

## Geschichte
Herkunftsort war das Gut Rall bei Tassullo, im ehemaligen Landgericht Cles. Seit dem Mittelalter tauchen in Urkunden vereinzelt Namensträger auf, die sich als "nobilis" und "Herren von Rall" bezeichneten, wobei ihr Verwandtschaftsverhältnis nicht eindeutig geklärt ist. 1163 erwähnt eine Urkunde Jordanus von Rallo in der Sitzung des adligen Hofgerichts "curia nobilis" unter dem Schloss Firmian als Vasall des Trienter Bischofs Adalbert II. von Madruzzo. Darauf sind 1245 der Richter von Bozen Cristanus (von Rallo), 1253 Otto von Rallo, 1302 Albert von Rallo, 1336 bis 1344 der Dekan von Trient Heinrich von Rallo, sowie zur selben Zeit der Erzpriester von Lagare und Kanoniker von Trient Petrus von Rallo beurkundet. 1372 nahm Sandrus (auch Cristanus oder Varientus, Sohn des Barientus) mit Gefolge an einer Fehde teil. Im Zuge eines darauf folgenden Friedensvertrages siegelte er mit einem Schild mit Schrägbalken, ähnlich dem der Herren von Thun. 1339 wird letzterer Notar und empfing 1363 vom Trienter Bischof Albert von Ortenburg umfangreiche Lehen. 1385 verkaufte Johannes (quond. Righi) von Rallo die vom verstorbenen Sandrus von Rallo vererbten Liegenschaften. Ausserer zufolge teilten sich die Herren von Rallo zu Beginn des 15. Jahrhunderts in zwei Linien, den Guarenti und Cristani benannt nach ihren jeweiligen Stammvätern. Beide Familien sollen aus unbekannten Gründen im Zwist gelegen sein, worauf 1465 sogar Herzog Sigmund intervenierte. Cristani (von Rallo) zog darauf fort, meldete sich zum Kriegsdienst und kämpfte als Soldat im Heer Kaiser Maximilians I. 1490/91 erlangte er als Verdienst- und Treuebeweis das Adelsdiplom und Wappen mit einem Windhund.
1631 erhielt die Familie die Tiroler Landmannschaft und 1725 eine Adelsbestätigung. Am 10. Februar 1740 wurde der salzburgische Geheime Rat, Hofkanzler, Lehensprobst und Direktor der geheimen Kanzlei für Religionsangelegenheiten und des Hofgerichtes, Hieronymus Nikolaus Anton Cristani von Rall von Kaiser Karl VI. in den Freiherrenstand erhoben. Letzterem verlieh der Papst ein Jahr zuvor für sich und seine Nachkommen auch den päpstlichen Adel. Seine Kinder waren der österreichische Feldmarschall Johann Nepomuk Claudius Torquatus Cristani von Rall (1729–1796), sowie der Kreishauptmann von Roverto Nicolò Cristani di Rallo (1731–1776). Der trientinische Hofrat Anton Vigil Cristani von Rall erwarb 1773 von Kaiserin Maria Theresia den erbländischen Freiherren- und Panierherrenstand.

## Besitzungen
- Palazzo Rallo in Rallo
- Schloss Hernau in Salzburg

## Wappen

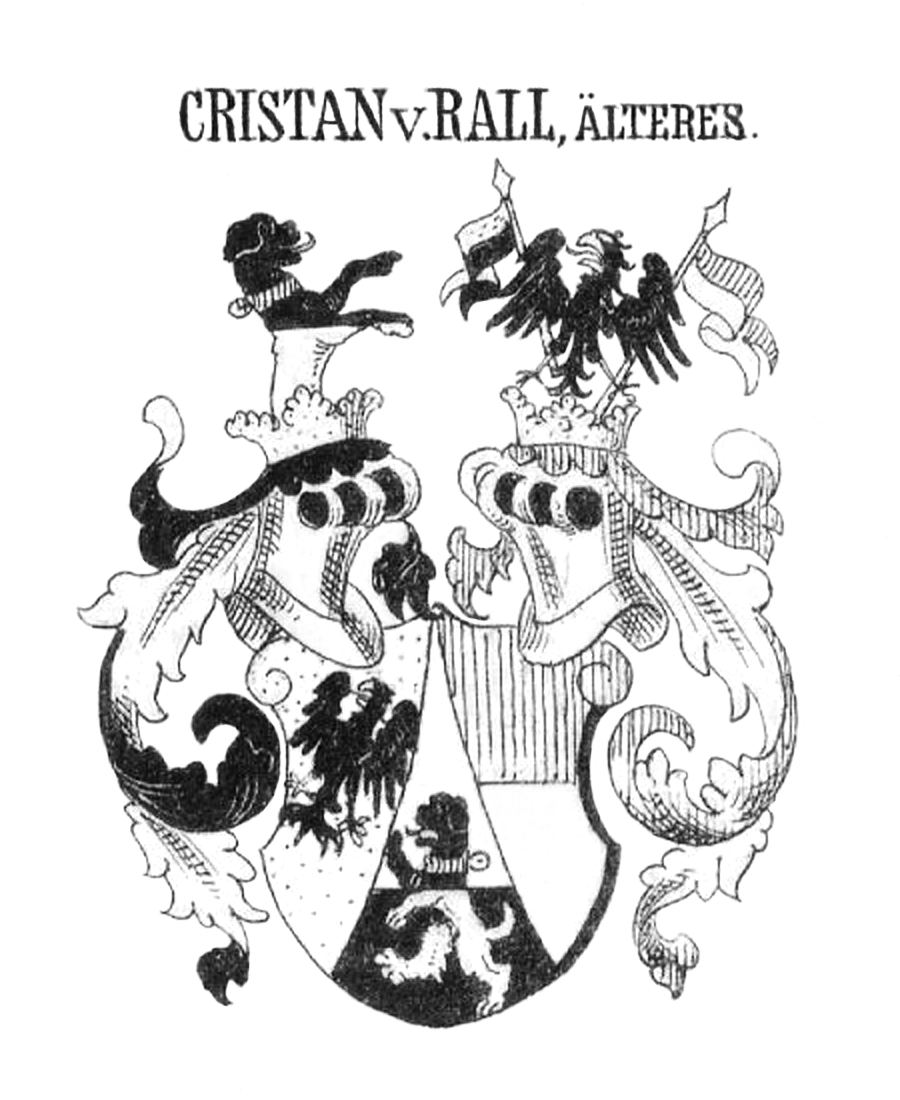
Wappen der älteren Christiani von Rall
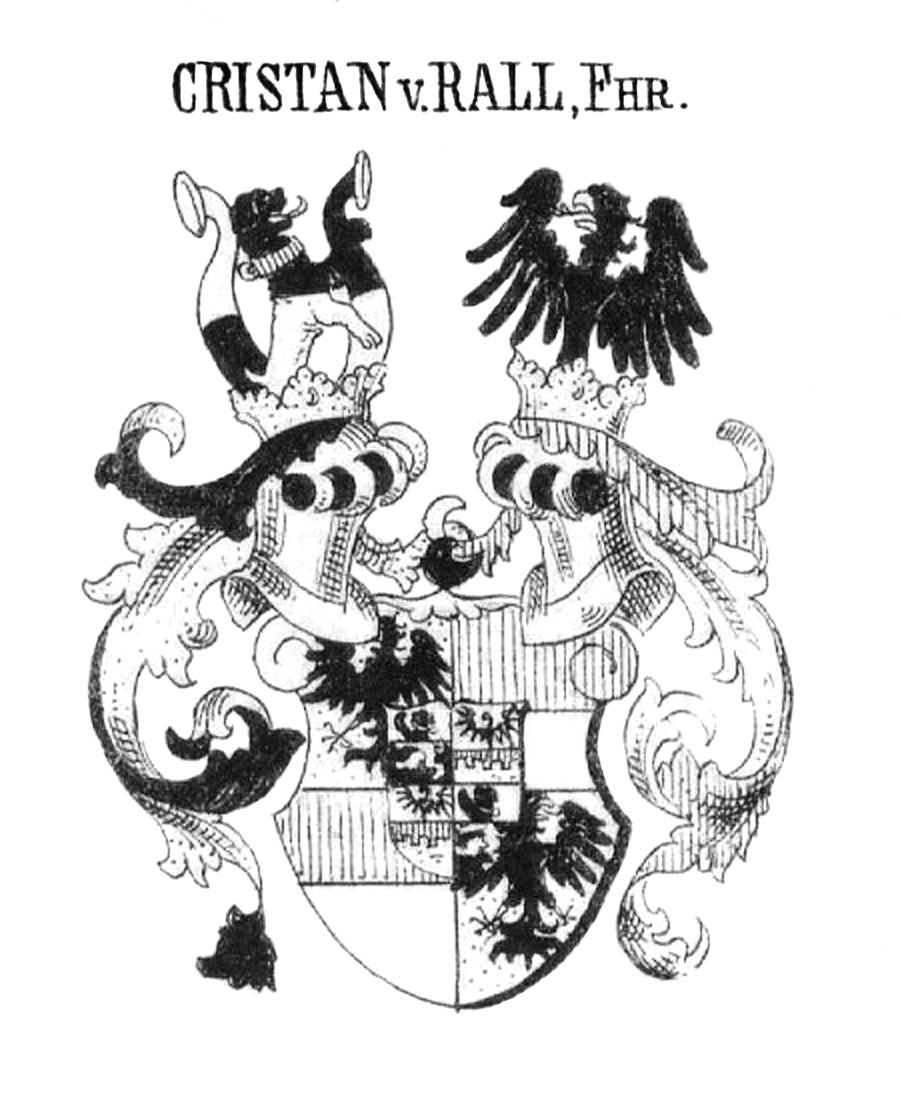
Wappen der Freiherren Cristan von Rall
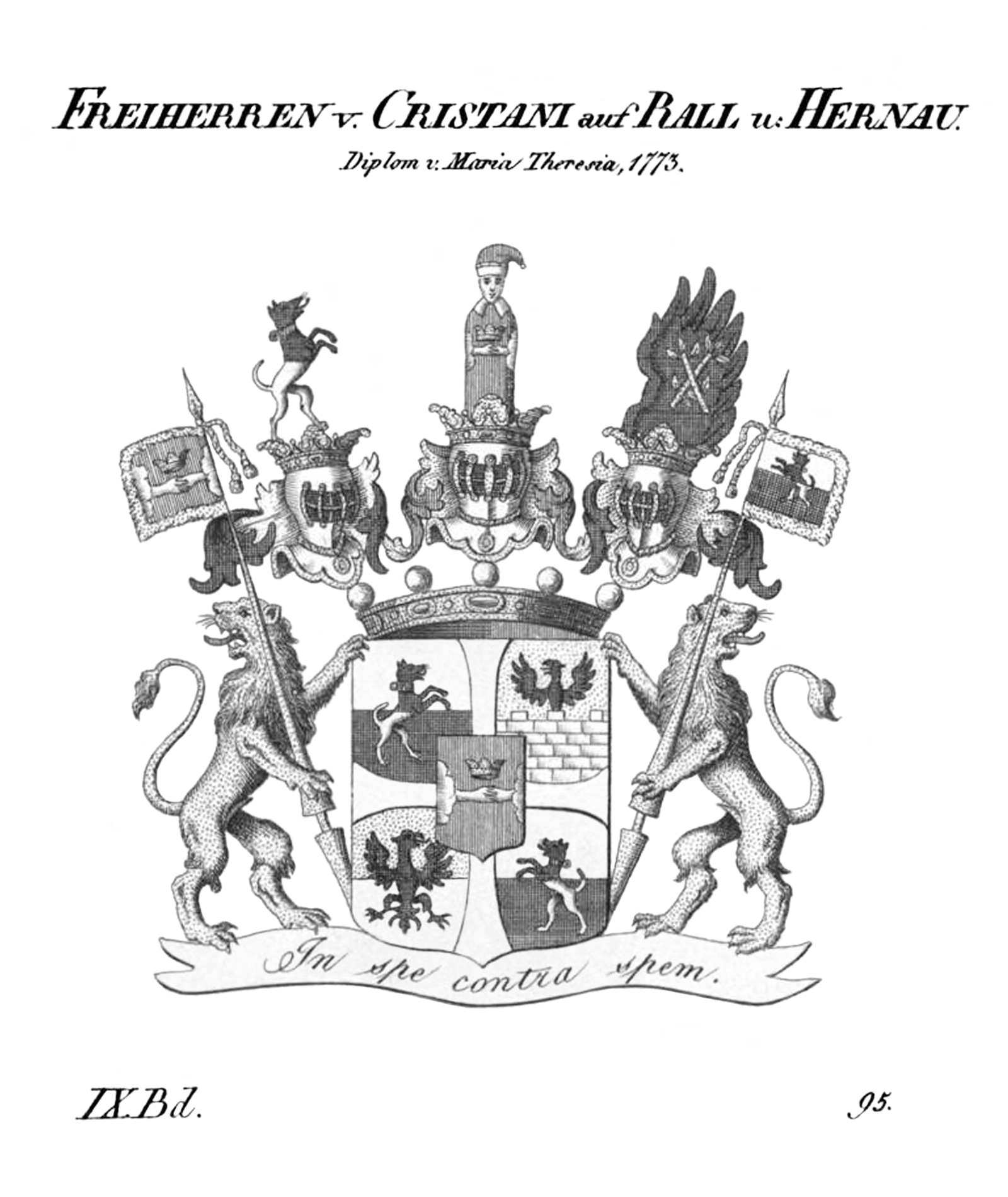
Wappen der Cristani auf Rall zu Hernau
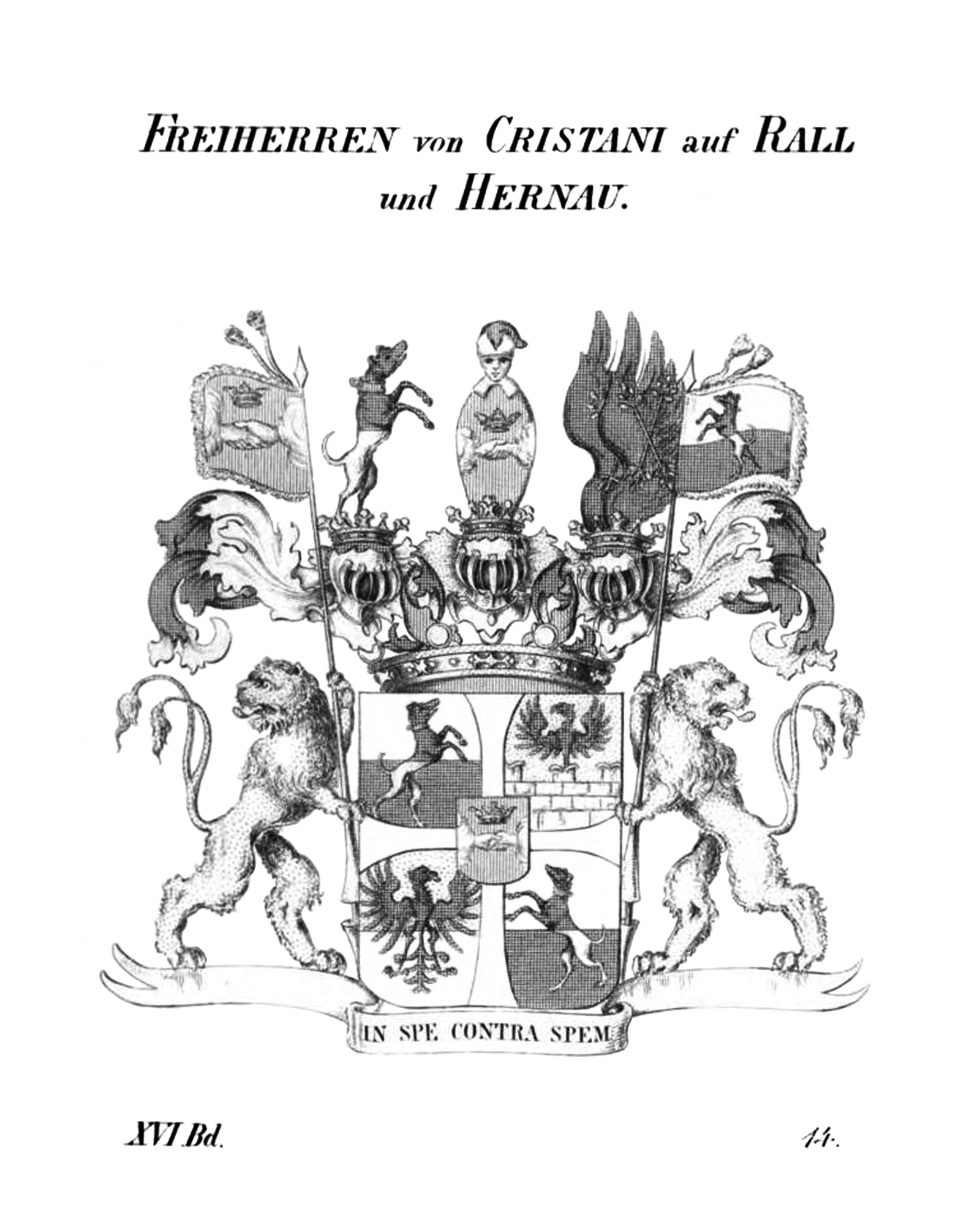
Wappen der Cristani auf Rall und Hernau